# Tadateru Konoe
Tadateru Konoe (近衞 忠煇?, Konoe Tadateru, talvolta traslitterato Tadateru Konoé; Tokyo, 8 maggio 1939) è un funzionario giapponese, ex presidente della Federazione internazionale di Croce Rossa e Mezzaluna Rossa. Proviene dalla Croce Rossa del Giappone.

## Biografia
È stato eletto per un mandato di 4 anni ed è il successore di Juan Manuel Suarez del Toro, presidente della Croce Rossa spagnola, che è stato presidente della Federazione internazionale per due mandati.
Quando è stato eletto, Konoe ha dichiarato: "siamo tutti uguali davanti alla sofferenza e alla morte e per questo dobbiamo agire in maniera concreta per i più vulnerabili".